# Pietro Di Caterina
Pietro Di Caterina, né le 13 décembre 1945 à Corato (Pouilles), est un coureur cycliste italien, professionnel de 1969 à 1974.

## Palmarès sur route
- 1965
  - Giro della Castellania
- 1966
  - 3e de Turin-Valtournenche
- 1967
  - Trophée Mauro Pizzoli
  - 3e de Rho-Macugnaga
- 1968
  - Coppa Calze Santagostino
  - 3e étape du Tour du Piémont
  - 2e du championnat d'Italie sur route amateurs
- 1972
  - 3e du Grand Prix de Prato

## Résultats sur les grands tours

### Tour d'Italie
4 participations
- 1969 : non-partant (17e étape)
- 1971 : abandon (19e étape)
- 1973 : abandon (6e étape)
- 1974 : abandon (14e étape)